# Sivamani
Anandan Sivamani (nacido en 1959), conocido como Sivamani, es un percusionista basado en la India. Ejecuta varios instrumentos de percusión incluyendo batería, octoban, darbuka, udukai y kanjira. Tocó la batería durante IPL Championships en 2008. Fue afiliado al grupo Chennai Super Kings.
Sus primeras experiencias en la música fueron en la música carnática con los maestros Kunnakudi Vaidyanathan, T. V. Gopalakrishnan, Valliyapatti Subramaniam and Pazhanivel y L. Shankar. El ejecutante de tabla Zakir Hussain lo invitó a compartir escenario con él y Trilok Gurtu en un concierto de fusión en Bombay y desde entonces ha colaborado con reconocidos músicos como Louis Banks.

## Discografía
- Golden Krithis Colours, (1994) a Carnatic Experimental album. BMG Crescendo (collaboration with Dilip (now A R Rahman), Zaakir Husain and Srinivasan and Kunnakudi Vaidyanathan)[2]
- Pure Silk (2000)
- "Krishna Krishna", a club track released in U.K., with Malayalam composer Rahul Raj.
- Mahaleela (first individual album by Sivamani)